# NGC 3716
NGC 3716 é uma galáxia lenticular (S0) localizada na direcção da constelação de Leo. Possui uma declinação de +03° 29' 17" e uma ascensão recta de 11 horas, 31 minutos e 41,2 segundos.
A galáxia NGC 3716 foi descoberta em 6 de Abril de 1866 por Heinrich Louis d'Arrest.